# Ida Marie Bakkerud
Ida Marie Bakkerud (...) è un'attrice norvegese.

## Filmografia

### Film
- Fritt vilt III - Hedda (2010)
- Lies Inc. - Isan Epel (2004)

### Serie Televisive
- NAV, Norway - Nyhetsanker (2012)
- Torpedo (2007)